# Gymnasura
Gymnasura là một chi bướm đêm trong họ Erebidae.

## Các loài
- Gymnasura costaesignata (Gaede, 1925)
- Gymnasura dentiferoides Rothschild, 1915
- Gymnasura flavia (Hampson, 1900)
- Gymnasura pallida (Rothschild, 1913)
- Gymnasura prionosticha (Turner, 1940)
- Gymnasura rhodina (Rothschild & Jordan, 1905)
- Gymnasura saginaea (Turner, 1899)
- Gymnasura semilutea (Wileman, 1911)